# Саая, Когел Мижитеевич
Когел Мижитеевич Саая (10 июля 1931 — 20 июля 2021) — мастер-камнерез, врачеватель, лама. Член Союза художников Тувы Всероссийской творческой общественной организации «Союза художников России», Заслуженный художник Тувинской АССР (1991), Лауреат Государственной премии России (1992), Народный мастер Республики Тыва (2016).

## Биография
Родился 10 июля 1931 года в селе Аксы-Барлык. Он не получил специального образования. В юности помогал ламам собирать травы и готовить препараты. Много лет работал шофёром, кузнецом-слесарем, чабаном. За большой вклад в развитие искусства получил звание «Заслуженный художник Тувинской АССР» (1991), высокое звание «Лауреат Государственной премии Российской Федерации» (1992). К 100-летию единения России и Тувы и основания г. Кызыла награждён юбилейной медалью. В 2016 году присвоено звание «Народный мастер Республики Тыва».

## Творчество

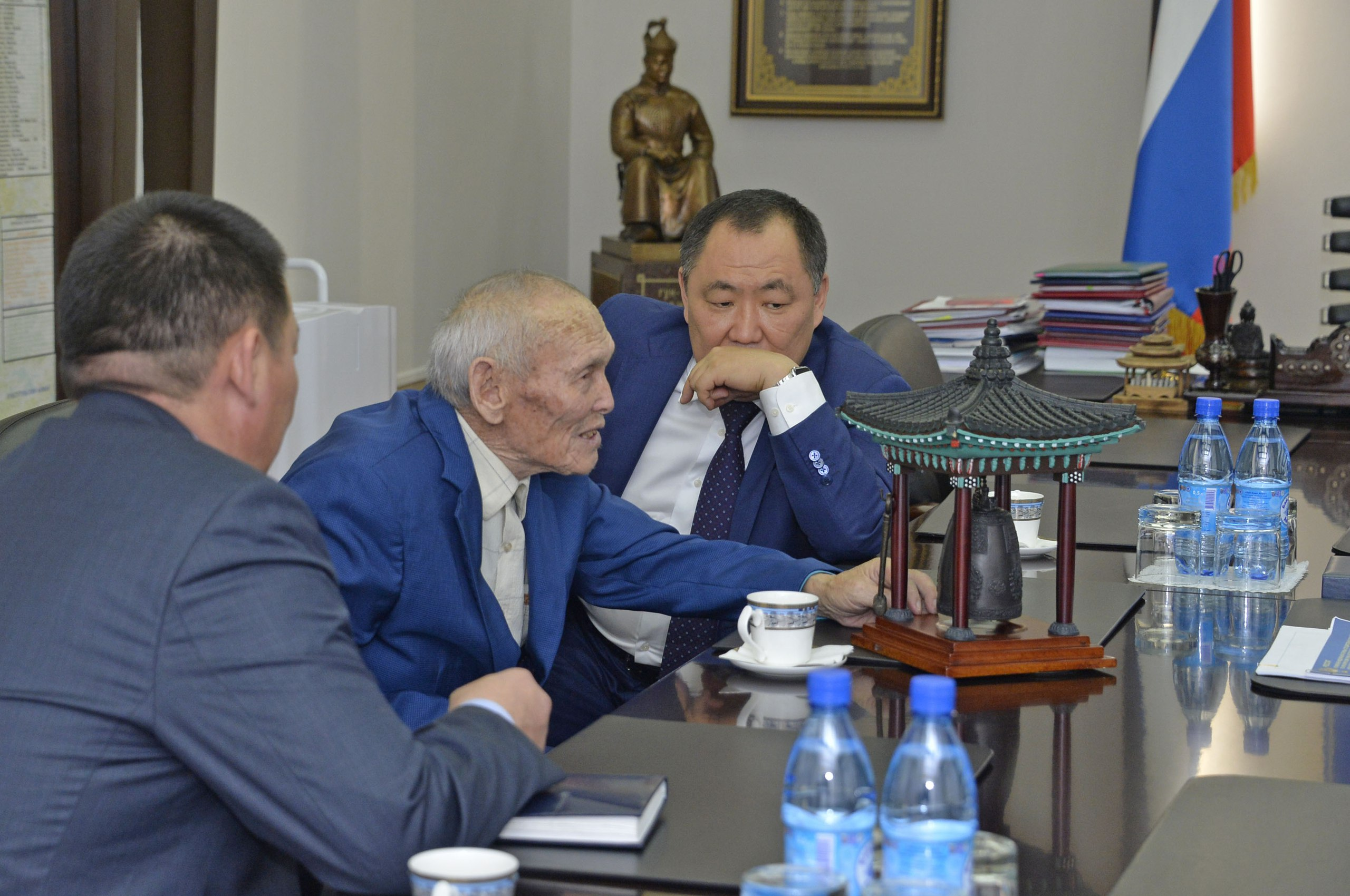
Саая, Когел Мижитеевич, 86 лет. На встрече с Главой Республики Тыва Ш. В. Кара-оолом. Обсуждают проект буддийской статуи

К. Саая с малых лет был разносторонним в творческих интересах, наблюдая за умельцами, стал вырезать фигурки из коры и дерева. Большую роль в творчестве сыграл наставник и советчик Х. Тойбухаа. Лучшие камнерезные произведения К. Саая экспонируются в России и за рубежом. Большой вклад внёс в монументально-прикладное искусство Республики Тыва. Создал анималистические скульптуры для детских площадок города Кызыл, курорта Уш-Белдир, декоративно-скульптурный фонтан в центре города. Обучил многих мастеров-камнерезов. Возродил забытые виды искусств (тиснение по коже, художественная обработка металла, резьба и роспись по дереву). В 2011 году состоялась персональная выставка работ, посвящённая 80-летию камнереза. 5 декабря 2017 года при личном приёме Главы Республики Тыва Шолбана Кара-оола внёс предложение строительства в селе Кызыл-Даг Бай-Тайгинского района статуи божества Ченрезиг.

## Награды
Ордена
- Орден Республики Тыва (2 сентября 2011) — за вклад в социально-экономическое развитие кожууна и многолетнюю добросрвестную работу[6]

Медали
- Памятная юбилейная медаль Республики Тыва в ознаменование 100-летия единения России и Тувы и 100-летия основания г. Кызыла (14 августа 2015) — за многолетний добросовестный труд[7][8]

Почётные звания
- Заслуженный художник Тувинской АССР (1991)
- Народный мастер Республики Тыва (2016)[9]

Премии
- Лауреат Государственной премии Российской Федерации в области литературы и искусства 1992 года (25 декабря 1992) — за произведения последних лет, выполненные в традиции тувинской резьбы по цветному мягкому камню